# Papilio aristodemus
Espèce
Statut de conservation UICN

LC : Préoccupation mineure
Papilio aristodemus ou Machaon de Schaus est une espèce de lépidoptères (papillons) de la famille des Papilionidae. Cette espèce est présente dans le Sud de la Floride et dans les Caraïbes (Bahamas, îles Caïmans, Cuba, Hispaniola et Puerto Rico). 

## Description
L'adulte fait entre 92 et 118 mm d'envergure. Le corps est noir au-dessus et jaune en dessous. L'aile antérieure est triangulaire, l'avers est noir avec une bande jaune médiane et une rangée de lunules submarginale de même couleur. Le revers est à dominante jaune avec des marques noires. L'aile postérieure est, à l'avers, noire avec une bande médiane jaune et une rangée de lunules submarginales de même couleur. Elle est prolongée par une queue est présente des motifs rouges et bleus irisés, plus ou moins étendus selon les individus et les sous-espèces. Le revers est jaune et bordé de noir, avec une bande médiane bleue irisée surmontée d'une zone rouge.
L'œuf est sphérique et jaunâtre.
La chenille est brunes avec le ventre blanc. Les flancs présentent de larges macules blanches ou crème et deux lignes de petites macules bleuâtres.
La chrysalide est marron et ressemble à une feuille morte. Elle porte une protubérance sur le dos.

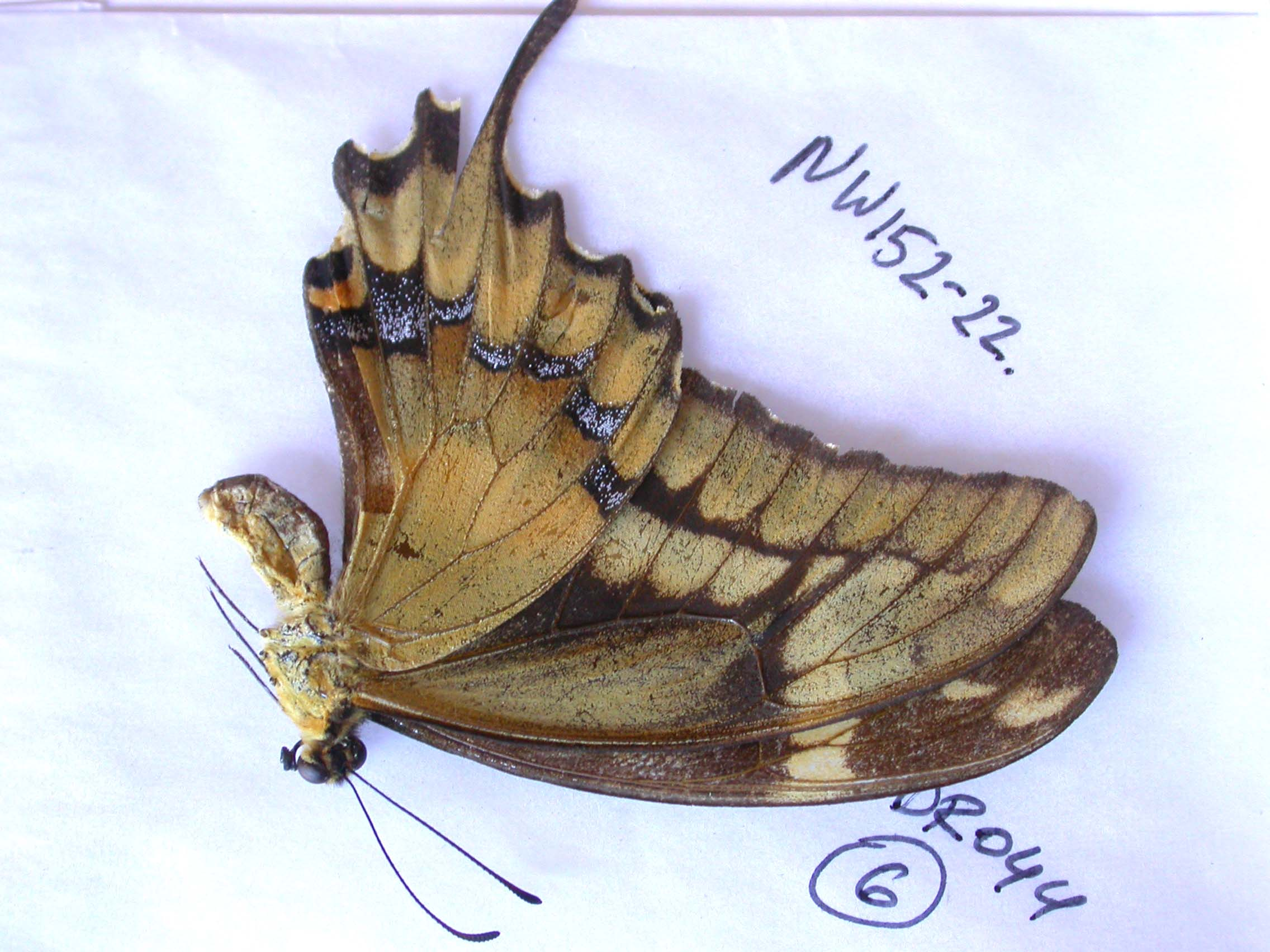
Imago avec les ailes fermées.
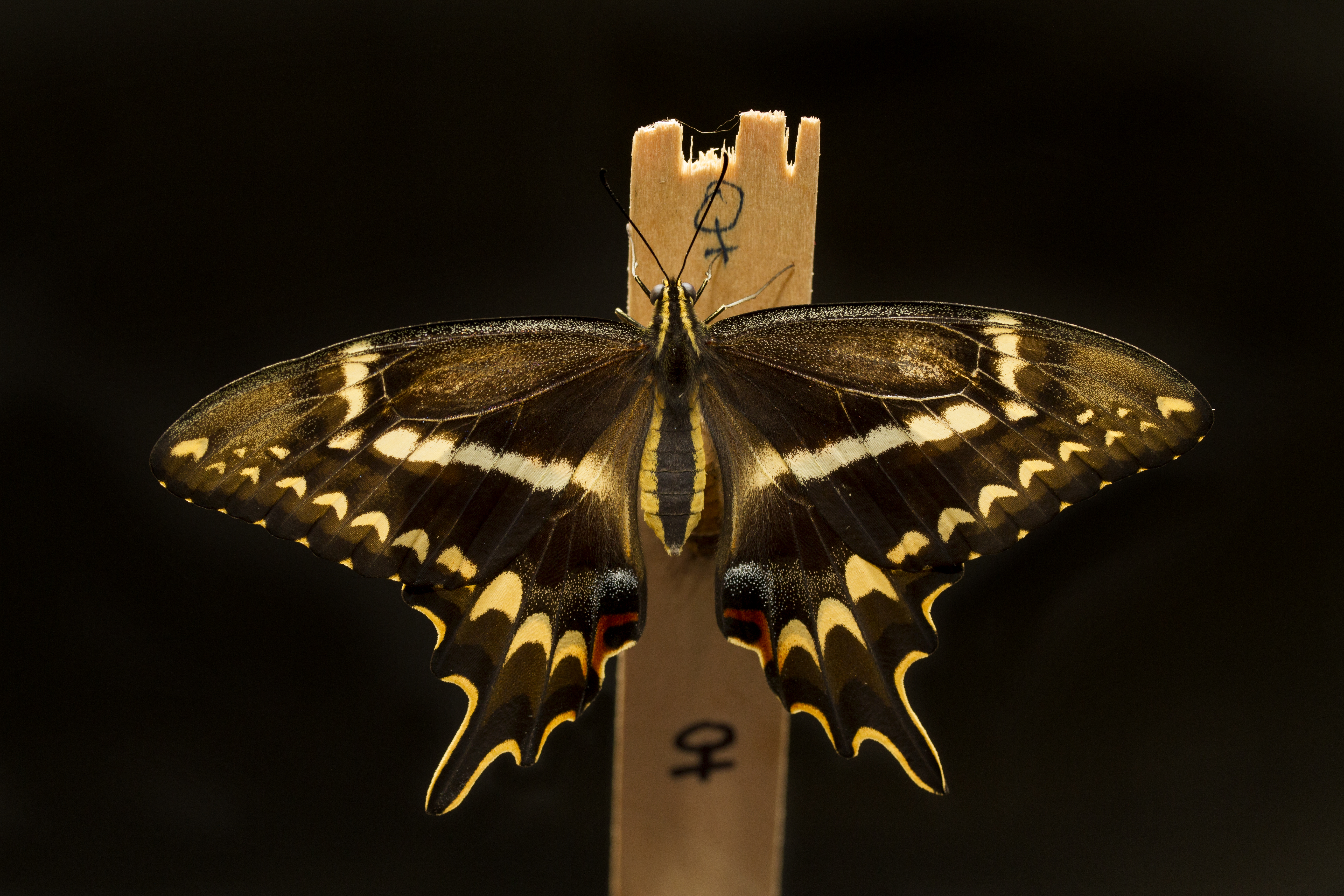
Imago femelle de P. a. ponceanus.
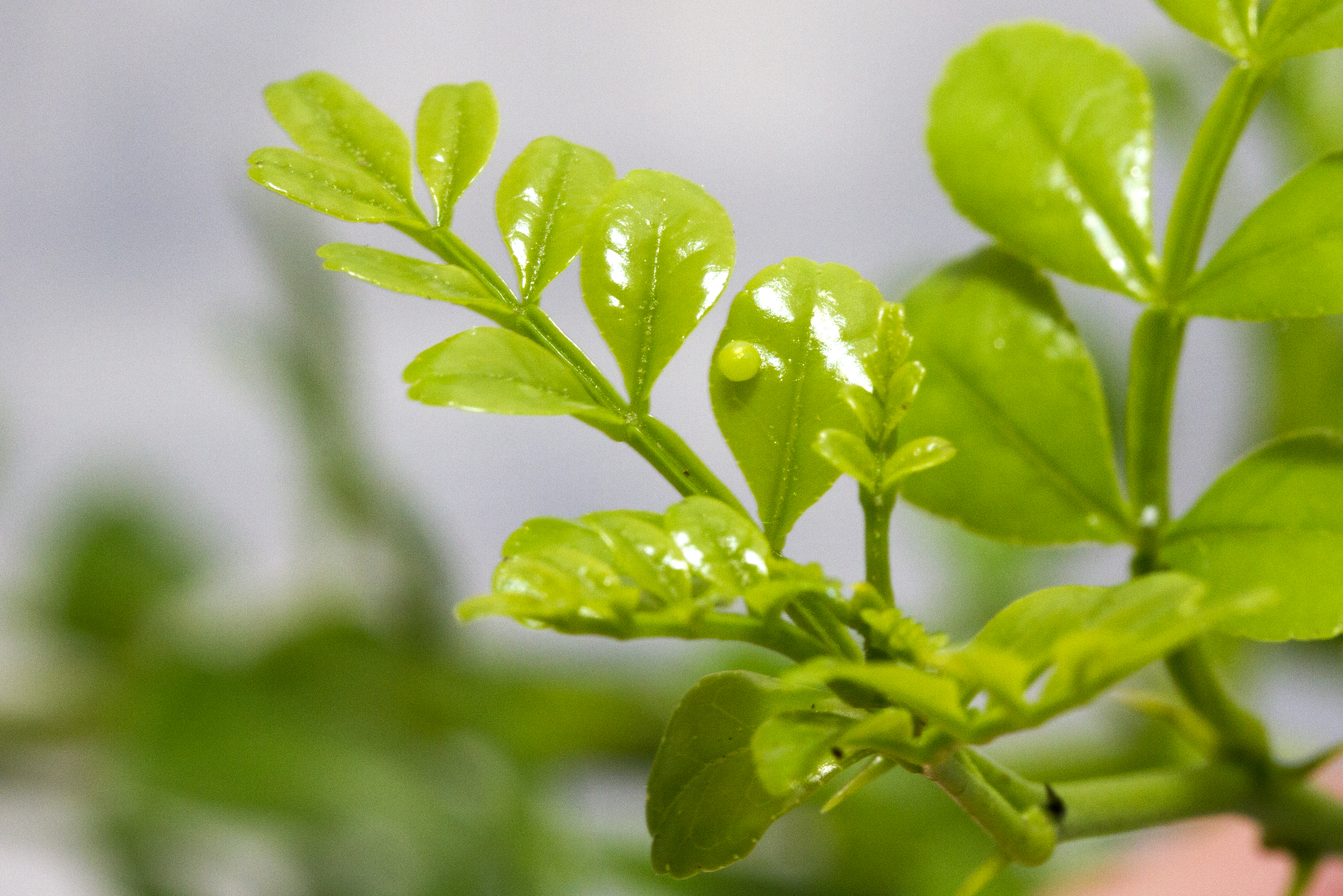
Œuf sur la plante hôte.
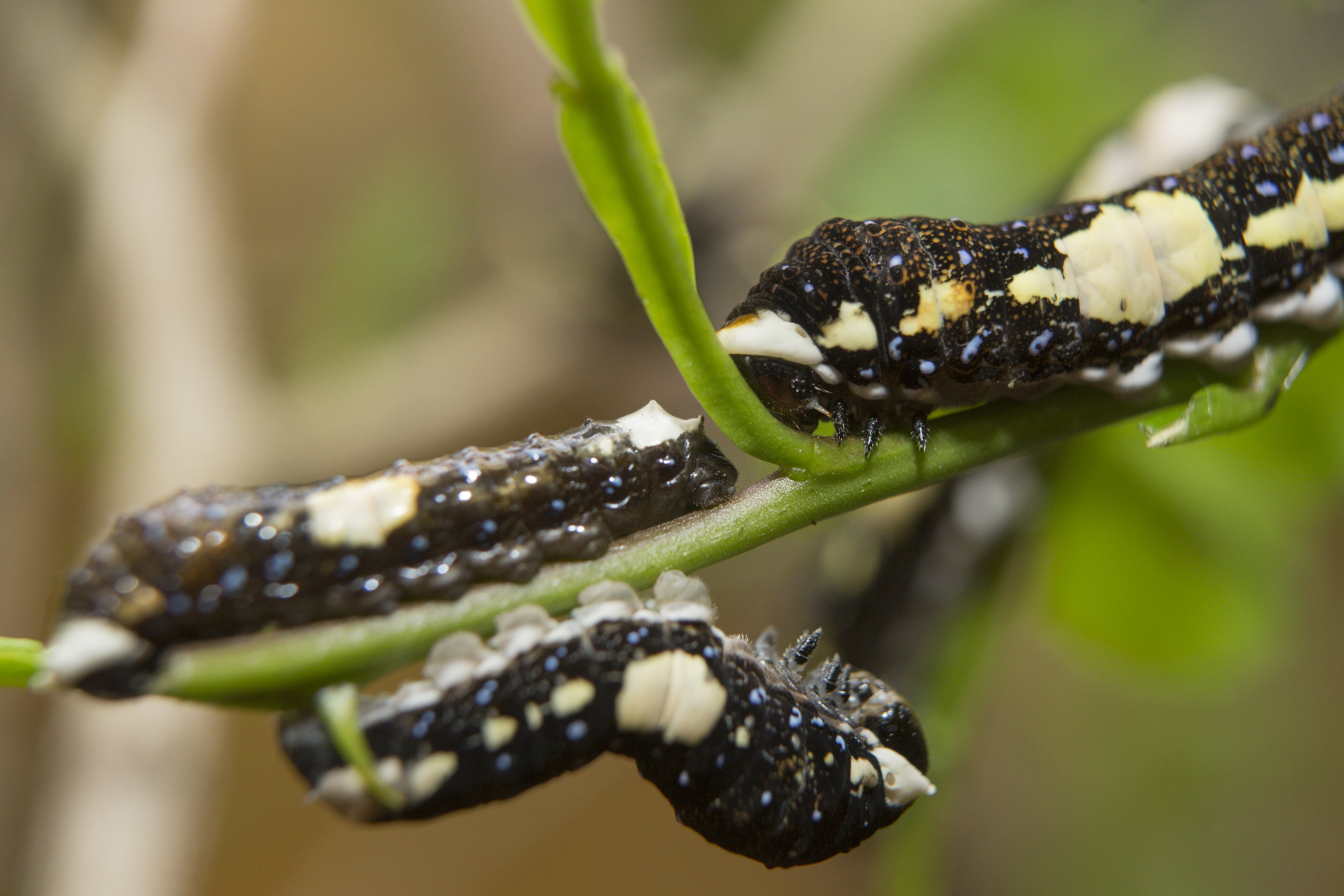
Chenilles de la sous-espèce P. a. ponceanus.

## Écologie
Les plantes hôte sont Amyris elemifera, Zanthoxylum fagara et peut-être d'autres plantes de la famille des Rutacées. Les chenilles connaissent plusieurs stades. La chrysalide est maintenue en position verticale par une ceinture de soie. La nymphose peut durer jusqu'à deux ans. Les adultes émergent entre avril et juin, généralement après de fortes pluies.

## Habitat et répartition
L'espèce est surtout présente sur les côtes et préfère les milieux arides et les forêts tropicales sèches. Elle peut cependant être observée dans d'autres habitats.

## Systématique
L'espèce Papilio aristodemus a été décrite pour la première fois en 1794 par l'entomologiste allemand Eugen Johann Christoph Esper.

### Sous-espèces
- P. aristodemus aristodemus : présent en République dominicaine et à l'ouest de Puerto Rico.
- P. aristodemus temenes : présent sur le littoral de Cuba et peut-être à Little Cayman.
- P. aristodemus ponceanus : présent dans le Sud de la Floride et dans les Keys.
- P. aristodemus bjorndalae : présent dans le Sud-Est des Bahamas et dans les îles Turques-et-Caïque. Cette sous-espèce a des queues plus longue et présente plus de bleu et de rouge sur l'avers des ailes postérieures[3],[4].
- P. aristodemus majasi : endémique des îles Crooked dans les Bahamas
- P. aristodemus driophilus : présent dans le Nord-Ouest des Bahamas. Cette sous-espèce ne fait pas l'unanimité[5].

## Menaces et conservation
Bien que Papilio aristodemus ne soit pas considéré comme menacé, certaines de ses sous-espèces sont vulnérables. Papilio aristodemus ponceanus en particulier est considéré comme très menacé et fait l'objet de mesure de protection.